# No Tche-u
No Tche-u (4. prosince 1932 – 26. října 2021) byl jihokorejský voják a politik. V letech 1988–1993 byl prezidentem Jižní Koreje. Byl jedním z hlavních organizátorů letních olympijských her v Soulu roku 1988.
Jeho předchůdce, autoritativní prezident Čon Du-hwan, ho na začátku osmdesátých let povolal z armády do vlády, kde zastával různé pozice, v praxi se však stával především Čonovou pravou rukou. Byl pověřen i organizováním olympijských her. Čon ho označil jako svého nástupce roku 1987, což vyvolalo vlnu protestů, neboť zejména demokraticky naladění studenti očekávali od Čonova odchodu uvolnění režimu, zatímco volba Noa pro ně znamenala de facto prodloužení Čonovy vlády. No se pokusil hnutí odporu uklidnit představením rozsáhlého reformního programu a slibem, že prezidentské volby budou skutečně svobodné. To také splnil a je tudíž označován za prvního skutečně demokraticky zvoleného jihokorejského prezidenta (porazil ve volbách Kim Jong-sama a Kim Te-džunga, přičemž oba se později rovněž stali prezidenty).
Kim Jong-sam obvinil roku 1993 Noa z korupce a sám stanul v čele země. Oba však byli později souzeni za podíl na masakru v Kwangdžu, který se odehrál roku 1979, v počátcích vlády Čona.